# Epidendrum microphyllum
Epidendrum microphyllum är en orkidéart som beskrevs av John Lindley. Epidendrum microphyllum ingår i släktet Epidendrum och familjen orkidéer. Inga underarter finns listade i Catalogue of Life.

## Bildgalleri

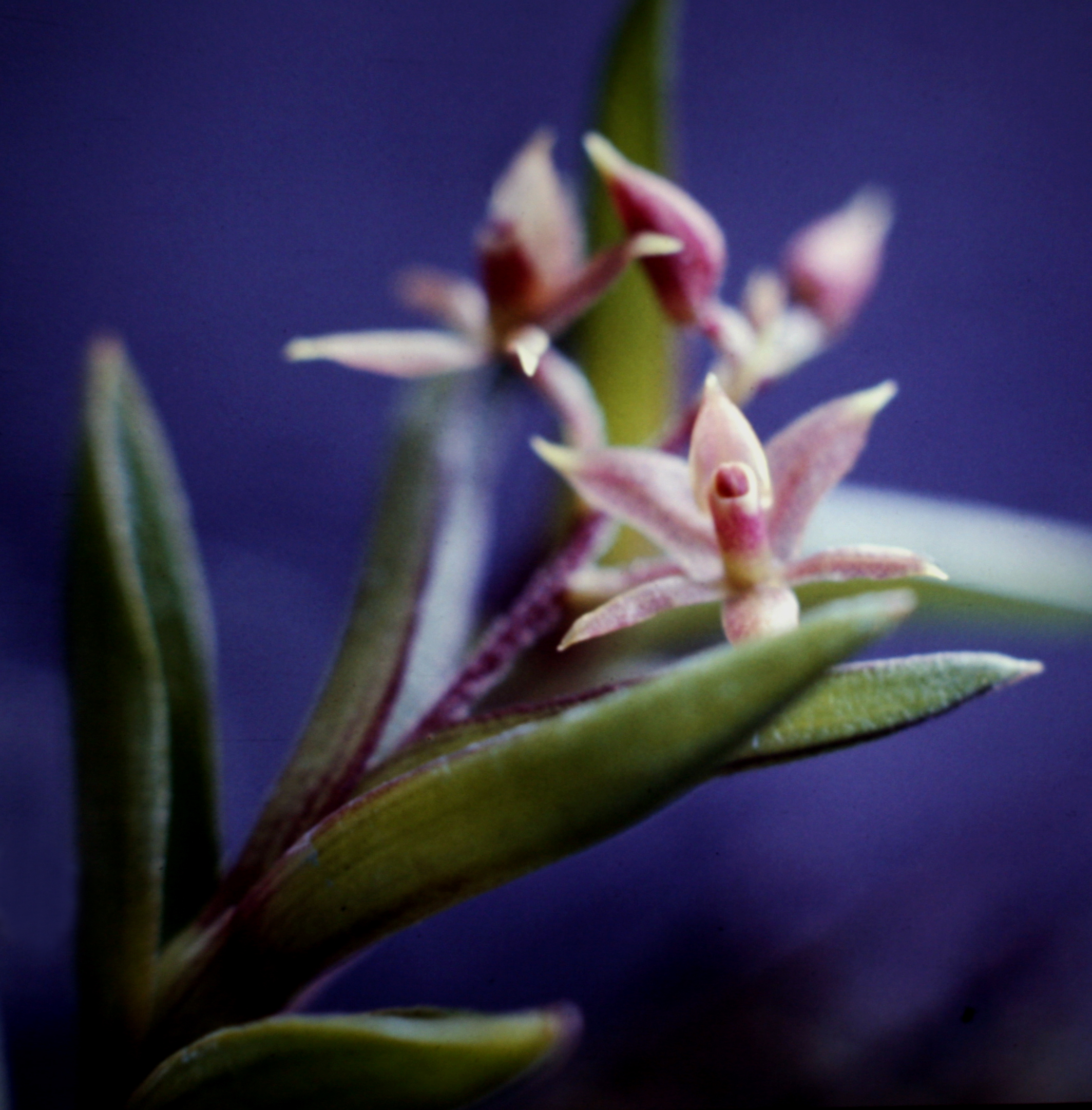